# Linia kolejowa nr 783
Linia kolejowa nr 783 – pierwszorzędna, jednotorowa, zelektryfikowana linia kolejowa łącząca rozjazdy nr 3 i 44 w obrębie stacji kolejowej Łapy.